# Liga Independente das Escolas de Samba de Porto Alegre
Liga Independente das Escolas de Samba de Porto Alegre é a entidade que reúne as escolas de samba do grupo especial do carnaval de Porto Alegre, chamado de Série Ouro. Foi fundada em 19 de abril de 2012 com o objetivo de administrar os interesses das escolas que estivessem no grupo especial. A entidade participou junto com a AECPARS da escolha dos jurados para o carnaval de 2013. Apesar de administrar em conjunto as entidades entraram em conflito ao final do carnaval de 2013 devido a divergência quanto ao acesso e descenso entre grupos administrados pelas duas associações. Atualmente o carnaval tem três divisões: Série Ouro Série Prata e Série Bronze.

## Presidentes
| Mandato | Nome                      | Início | Término | Ref.        |
| ------- | ------------------------- | ------ | ------- | ----------- |
| 1º      | Juarez Gutierrez de Souza | 2012   | ?       | [ 1 ] [ 2 ] |

## Filiadas
| - Acadêmicos de Gravataí - Bambas da Orgia - Estado Maior da Restinga - Imperadores do Samba - Imperatriz Dona Leopoldina - Império da Zona Norte - Império do Sol - União da Vila do IAPI |